# Fekišovce
Fekišovce jsou obec na Slovensku. Nacházejí se v Košickém kraji, v okrese Sobrance. Obec má rozlohu 4,76 km² a leží v nadmořské výšce 121 m. V roce 2011 v obci žilo 308 obyvatel. První písemná zmínka o obci pochází z roku 1391.
Obec Fekišovce leží v severní části Východoslovenské nížiny. Poprvé se připomíná v roce 1391, avšak existovala asi již dříve. Založil ji zeman Fekiš pravděpodobně kolem roku 1300. Od středověku patřila Fekesovcům, později příslušela k panství Michalovce. V roce 1828 zde bylo 38 domů a 327 obyvatel a v roce 1910 415 obyvatel, v roce 2006 311 obyvatel. Obyvatelé se v minulosti zabývali zemědělstvím. Do roku 1918 obec administrativně patřila do Užské stolice. V obci v roce 1730 byl postaven dřevěný kostelík, který se nezachoval. Současný kostel Narození Panny Marie je z roku 1896. Vnitřní zařízení je z období kolem roku 1890, varhany byly vyměněny v roce 1966.
Fekišovce se proslavily začátkem roku 2019, kdy se stal virálním sestřih ze zasedání zastupitelstva, díky svéráznému vystupování starostky Miloslavy Fedorové. K 13. 1. 2019 jej vidělo přes 1,5 milionu lidí. Počínání starostky dokonce zaujalo Transparency International. Čtyři z pěti zastupitelů se v lednu 2019 vzdali mandátu.